# Rivière aux Billots
Pour les articles homonymes, voir Billot.
La rivière aux Billots coule entièrement dans la municipalité de Saint-Damien-de-Buckland, dans la municipalité régionale de comté (MRC) de Bellechasse, dans la région administrative de Chaudière-Appalaches, au Québec, au Canada.
La Rivière aux Billots est un affluent de la rive est de la rivière des Abénaquis (rivière Etchemin) laquelle coule en aval vers l'ouest pour se déverser sur la rive est de la rivière Etchemin ; cette dernière coule vers le nord pour se déverser sur la rive sud du fleuve Saint-Laurent, en face de la ville de Québec.

## Géographie
Les principaux bassins versants voisins de la Rivière aux Billots sont :
- côté nord : rivière des Abénaquis (rivière Etchemin), Bras Saint-Michel, ruisseau du Cimetière, rivière du Sud (Montmagny) ;
- côté est : rivière des Orignaux (rivière de la Fourche), rivière de la Fourche, rivière du Sud (Montmagny) ;
- côté sud : rivière du Moulin (rivière aux Billots), ruisseau à l'Eau Chaude ;
- côté ouest : rivière Etchemin.

La rivière aux Billots prend sa source au rang 9 dans le canton de Buckland, dans la municipalité de Saint-Damien-de-Buckland, dans la MRC de Bellechasse. Cette source est située à :
- 8,9 km au sud du centre du village de Armagh ;
- 5,5 km au nord-est du centre du village de Saint-Damien-de-Buckland.

À partir de sa source, la Rivière aux billots coule en zone forestière et montagneuse sur 11,6 km selon les segments suivants :
- 2,8 km vers le sud-ouest, jusqu'à la décharge du lac des Roches (venant du nord) ;
- 1,6 km vers le sud-ouest, jusqu'à la décharge du lac Dion ;
- 1,0 km vers le sud, jusqu'à la décharge du lac Vert (venant du nord-est) ;
- 0,8 km vers le sud-ouest en entrant dans le village de Saint-Damien-de-Buckland, jusqu'à une route Saint-Gérard ;
- 1,1 km vers le sud-ouest, en traversant le village par le côté nord, jusqu'à la route 279 ;
- 4,3 km vers le sud-ouest, jusqu'à sa confluence.

La Rivière aux Billots se jette dans un coude de rivière sur la rive est de la rivière Etchemin. La confluence de la Rivière aux Billots est située à 0,2 km à l'est de la limite municipale de Sainte-Claire.

## Toponymie
Le toponyme Rivière aux Billots a été officialisé le 5 décembre 1968 à la Commission de toponymie du Québec.